# 霹雳四
霹雳四（双鱼座ι，ι Psc）是双鱼座的一颗F型主序星，视星等为+4.13，距离地球约45光年。它的恒星分类是F7V，代表它比太阳大和亮一些，但是仍在有可能有类地行星的区间。它的表面温度为6,290K。霹雳四是一个疑似的变星，并且曾经被认为拥有一个或两个伴星，但是都是视线的巧合而已。